# Pristimantis croceoinguinis
Pristimantis croceoinguinis är en groddjursart som först beskrevs av Lynch 1968.  Pristimantis croceoinguinis ingår i släktet Pristimantis och familjen Strabomantidae. IUCN kategoriserar arten globalt som livskraftig. Inga underarter finns listade i Catalogue of Life.